# ウィリアム・クロール
ウィリアム・クロール （William Kroll, 1901年 - 1980年）は、アメリカ合衆国のヴァイオリニスト・作曲家。ニューヨークに生まれ、ボストンに没した。
クロールの最も有名な作品は、ヴァイオリンとピアノのための『バンジョーとフィドル』 Banjo and Fiddle。
| スタブアイコン | サブスタブ | この項目は、まだ閲覧者の調べものの参照としては役立たない、音楽関係者（バンド等）に関連した書きかけの項目です。この項目を加筆・訂正などしてくださる協力者を求めています（P:音楽/PJ:芸能人）。 |

| スタブアイコン | サブスタブ | この項目は、まだ閲覧者の調べものの参照としては役立たない、クラシック音楽に関連した書きかけの項目です。この項目を加筆・訂正などしてくださる協力者を求めています（P:クラシック音楽/PJ:クラシック音楽）。 |